# Celso Guimarães
Celso Foot Guimarães (Jundiaí, 23 de novembro de 1907 - ? 22 de dezembro de 1996) foi um radialista, redator, editor e ator brasileiro. Atuou em filmes como Asas do Brasil, Argila e Luz dos Meus Olhos.

## Biografia
Nascido em Jundiaí, realizou naquela cidade os estudos fundamentais e, a seguir, mudando-se para Campinas, graduou-se no Liceu Nossa Senhora Auxiliadora em estudos comerciais. Concluído o ensino médio, ingressou na Universidade de São Paulo, cursando a antiga Faculdade de Filosofia e Letras, na capital.
Havendo abandonado a atividade comercial, passa a colaborar em vários jornais paulistanos, vindo a se tornar diretor da revista literária Século. A convite de Wallace Downey estreou em abril de 1932 na Rádio Cruzeiro do Sul onde foi o primeiro radialista a realizar um programa com novos talentos, chamado "Hora de Calouros". Mais tarde trocou de emissora, passando para a Rádio Educadora Paulista e dali, mudando-se para o Rio de Janeiro, tornou-se radialista-chefe e diretor artístico da Rádio Nacional, atuando também como diretor teatral da emissora, que tinha o prefixo PRE-8.
Foi a voz que deu início às transmissões da Nacional quando, no dia 12 de setembro de 1936, às 21 horas, anunciou: "Alô, alô, Brasil! Aqui fala a Rádio Nacional do Rio de Janeiro". Após anunciar o prefixo PRE-8, foi executada a música "Luar do Sertão".
Escreveu várias radionovelas, dentre as quais uma de particular sucesso chamada "Escravo do Sol".
Estreou no cinema como ator no filme Fazendo Fita, depois atuando em películas como Argila, Luz dos Meus Olhos e Terra Violenta, baseado em obra de Jorge Amado.

## Filmografia
| Ano  | Título             | Personagem   |
| ---- | ------------------ | ------------ |
| 1935 | Fazendo Fitas      | —            |
| 1939 | Aves sem Ninho     | Léo          |
| 1942 | Argila             | Gilberto     |
| 1943 | Caminho do Céu     | Roberto      |
| 1944 | O Segredo das Asas | Aviador      |
| 1947 | Luz dos Meus Olhos | Roberto      |
| 1948 | Asas do Brasil     | Aviador cego |
| 1948 | Esta é Fina        | —            |
| 1948 | Terra Violenta     | —            |